# Stelis frontinensis
Stelis frontinensis är en orkidéart som beskrevs av O.Duque. Stelis frontinensis ingår i släktet Stelis och familjen orkidéer. Inga underarter finns listade i Catalogue of Life.